# 야옹아안녕
야옹아안녕은 2020년 10월 29일 설립된 고양이보호단체로, 고양이보호 및 TNR사업을 목적으로 한다. 2018년 3월부터 경기도 하남시에 100여마리의 고양이를 수용할 수 있는 규모의 민간보호시설을 운영하고 있다. 경기도청 소관의 사단법인이다.